# Jennifer Saunders
Jennifer Jane Saunders (født 6. juli 1958 i Sleaford, Lincolnshire, England) er en britisk komiker, skuespiller og komedieforfatter. Hun udgør sammen med Dawn French komikerduoen French and Saunders, og er bedst kendt for at have skrevet og optrådt i den britiske komedieserie Absolutely Fabulous.

## Filmografi

### Tv
- The Comic Strip Presents... (1982-88, 1990-93, 1998-2000)
- The Young Ones (1982-1984)
- Happy Families (1985)
- Girls On Top (1985-1986)
- French and Saunders (1987-2007)
- Absolutely Fabulous (1992-1996, 2001-2005)
- An Audience With...The Spice Girls (1997) – tilskuer sammen med sin datter Eleanor.
- Venner (1998) – Emilys stedmor Andrea i afsnittene "The One With Ross' Wedding" (del 1 og 2) og "The One After Ross Says Rachel"
- Let Them Eat Cake (1999)
- Mirrorball (2000)
- Jam & Jerusalem (2006-)
- The Life and Times of Vivienne Vyle (2007)

### Film
- Eat the Rich (1987)
- Prince Cinders (1993) (tv)
- Queen of the East (1995) (tv)
- In the Bleak Midwinter (1995)
- Muppet Treasure Island (1996)
- Spiceworld (1997)
- Fanny and Elvis (1999)
- Absolument fabuleux (2001)
- Shrek 2 (2004) (Den Gode Fes stemme)
- L'Entente cordiale (2006)
- Coraline (2009) (stemme)